# Reddelich
Reddelich ist eine Gemeinde im Landkreis Rostock in Mecklenburg-Vorpommern (Deutschland). Die Gemeinde wird mit acht weiteren Gemeinden vom  Amt Bad Doberan-Land mit Sitz in Bad Doberan verwaltet.

## Geografie
Reddelich bildet zusammen mit dem benachbarten Dorf Brodhagen eine Gemeinde.
Der Ort liegt zwischen Bad Doberan und Kröpelin an der Bundesstraße 105, in relativer Nähe zur Bundesautobahn 20 und somit auch unweit der Ostsee (ca. 5 Kilometer) und in der Nähe von Heiligendamm. Er besitzt einen Haltepunkt an der Bahnstrecke Wismar–Rostock, über den Reddelich stündlich mit Wismar, Kröpelin, Bad Doberan und Rostock verbunden ist.

## Geschichte
Am 1. Juli 1950 wurde die bis dahin eigenständige Gemeinde Brodhagen eingegliedert.

## Politik

### Gemeindevertretung und Bürgermeister
Der Gemeinderat besteht aus acht Mitgliedern. Die Wahl zum Gemeinderat am 26. Mai 2019 hatte folgende Ergebnisse:
| Partei/Bewerber             | Prozent | Sitze |
| --------------------------- | ------- | ----- |
| Wählergruppe FWRB           | 59,8    | 5     |
| Einzelbewerber Wunderlich   | 13,4    | 1     |
| Einzelbewerberin Hackendahl | 11,2    | 1     |
| Einzelbewerber Ammon        | 9,0     | 1     |

Am 26. Mai 2019 wurde Ulf Lübs mit 75,7 % zum Bürgermeister gewählt.

## Sehenswürdigkeiten und Kultur
→ Siehe Liste der Baudenkmale in Reddelich
- Hallenhaus und Wohnhaus in der Steffenshäger Straße 1 und 2.
- Ein Kulturverein in der Gemeinde sorgt für ein Angebot an kulturellen und sportlichen Veranstaltungen und leistet Jugend- und Seniorenarbeit.

## Camp Reddelich
Während und nach dem G8-Gipfel in Heiligendamm 2007 erlangte Reddelich hohe Medienpräsenz, da sich eines der Camps von Globalisierungskritikern mit etwa 5000 Demonstranten in der Gemeinde befand.

## Persönlichkeiten
- Alexander Graf Stenbock-Fermor (1902–1972), Autor und Widerstandskämpfer, wohnte um 1920 während seines Schulbesuches in Rostock in Reddelich.